# Fast Food Nation (livro)
Fast Food Nation: The Dark Side of the All-American Meal (2001) é um livro do jornalista investigativo Eric Schlosser que examina a influência local e global da indústria de fast food dos Estados Unidos.
Primeiro serializado pela Rolling Stone em 1999, o livro elaborou comparações com o romance clássico de Upton Sinclair, The Jungle (1906). O livro foi adaptado para um filme homônimo de 2006, dirigido por Richard Linklater.